# Базадинген-Шлаттинген
Базадинген-Шлаттинген (нем. Basadingen-Schlattingen) — коммуна в Швейцарии, в кантоне Тургау.
Площадь 15.63 км², население 1846 человек (на 31 декабря 2022 года). Официальный код — 4536.
Образована 1 января 1999 года при слиянии коммун Базадинген и Шлаттинген в составе округа Дисенхофен, 1 января 2011 года перешла в состав округа Фрауэнфельд.